# Tall Balu’a
Tall Balu’a (arab. تل بالوعة) – wieś w Syrii, w muhafazie Al-Hasaka. W 2004 roku liczyła 443 mieszkańców.